# 大连艺术学院
大连艺术学院（英文：Dalian Art College），简称大艺，是一所位于中华人民共和国辽宁省大连市的民办综合性高等艺术院校。学院始建于2000年，原为东北大学大连艺术学院（独立学院）2009年4月，由东北大学大连艺术学院转设为大连艺术学院。
学院总占地面积约72万平方米，设有16个二级学院，开办33个本科专业和18个专科专业。有教师1200余人，在校学生13000余人。

## 校史
2000年1月，大连艺术专修学院创建。
2001年大连艺术专修学院升格为大连艺术职业学院。
2003年12月，学校以合署办公的形式组建为东北大学大连艺术学院。
2009年4月，东北大学大连艺术学院正式改建为大连艺术学院。
2011年5月，大连艺术职业学院合并入大连艺术学院。
2012年学院新校区建成，主体搬迁至位于大连市开发区同汇路19号的新校区。
2018年8月，学院新校区二期投入使用。

## 设施
学院图书馆纸质图书99.6113万册，报刊资料400余种，馆舍建筑面积2万余平方米。学院新校区校园网于2013年9月建成。
截至2023年，学院现有教师1100人，其中自有专任教师520人，外聘教师344人，有高级职称教师367人，具有硕士以上学位教师394人。

## 科研
学院作品曾荣获两届辽宁省省级教学成果奖15项。学院建有大连艺术学院文化科技创意园为学生提供创业平台，并被科技部评定为“国家级众创空间”。

## 院系
学院设有16个二级分院，设有33个本专科专业，18个专科专业。
| 二级学院           | 本科             | 高职           |
| ------------------ | ---------------- | -------------- |
| 音乐学院           | 音乐表演         | 音乐表演       |
| 音乐学院           | 音乐学           | —              |
| 音乐学院           | 流行音乐         | —              |
| 戏剧影视与传媒学院 | 表演             | 戏剧影视表演   |
| 戏剧影视与传媒学院 | 播音与主持艺术   | 播音与主持     |
| 戏剧影视与传媒学院 | 广播电视编导     | 影视动画       |
| 戏剧影视与传媒学院 | 动画             | —              |
| 戏剧影视与传媒学院 | 影视摄影与制作   | —              |
| 戏剧影视与传媒学院 | 戏剧影视文学     | —              |
| 戏剧影视与传媒学院 | 戏剧影视美术设计 | —              |
| 美术学院           | 绘画             | 书画艺术       |
| 美术学院           | 雕塑             | —              |
| 美术学院           | 美术学           | —              |
| 美术学院           | 中国画           | —              |
| 美术学院           | 书法学           | —              |
| 美术学院           | 文物保护与修复   | —              |
| 艺术设计学院       | 视觉传达设计     | 视觉传达设计   |
| 艺术设计学院       | 环境设计         | 环境艺术设计   |
| 艺术设计学院       | 产品设计         | 人物形象设计   |
| 艺术设计学院       | 工艺美术         | 雕刻艺术设计   |
| 艺术设计学院       | 艺术设计学       | 工艺美术品设计 |
| 艺术设计学院       | —                | 广告艺术设计   |
| 艺术设计学院       | —                | 室内艺术设计   |
| 文化艺术管理学院   | 文化产业管理     | 市场营销       |
| 文化艺术管理学院   | 电子商务         | 工商企业管理   |
| 文化艺术管理学院   | 跨境电子商务     | 旅游管理       |
| 文化艺术管理学院   | 旅游管理         | 应用韩语       |
| 文化艺术管理学院   | 日语             | —              |
| 文化艺术管理学院   | 艺术教育         | —              |
| 舞蹈学院           | 舞蹈表演         | 舞蹈表演       |
| 舞蹈学院           | 舞蹈编导         | —              |
| 智慧新农科产业学院 | 园艺             | —              |
| 艺术科技产业学院   | 艺术与科技       | —              |
| 艺术科技产业学院   | 数字媒体艺术     | —              |
| 服装学院           | 服装与服饰设计   | 服装与服饰设计 |
| 乐队学院           | —                | —              |
| 创新创业学院       | —                | —              |
| 马克思主义学院     | —                | —              |
| 通识教育学院       | —                | —              |
| 凤凰书院           | —                | —              |
| 继续教育学院       | —                | —              |
| 国际教育学院       | —                | —              |

## 合作院校
泰國博仁大学
 光州大学
 中央大学
 日本创价大学
 泰國格乐大学

## 图集

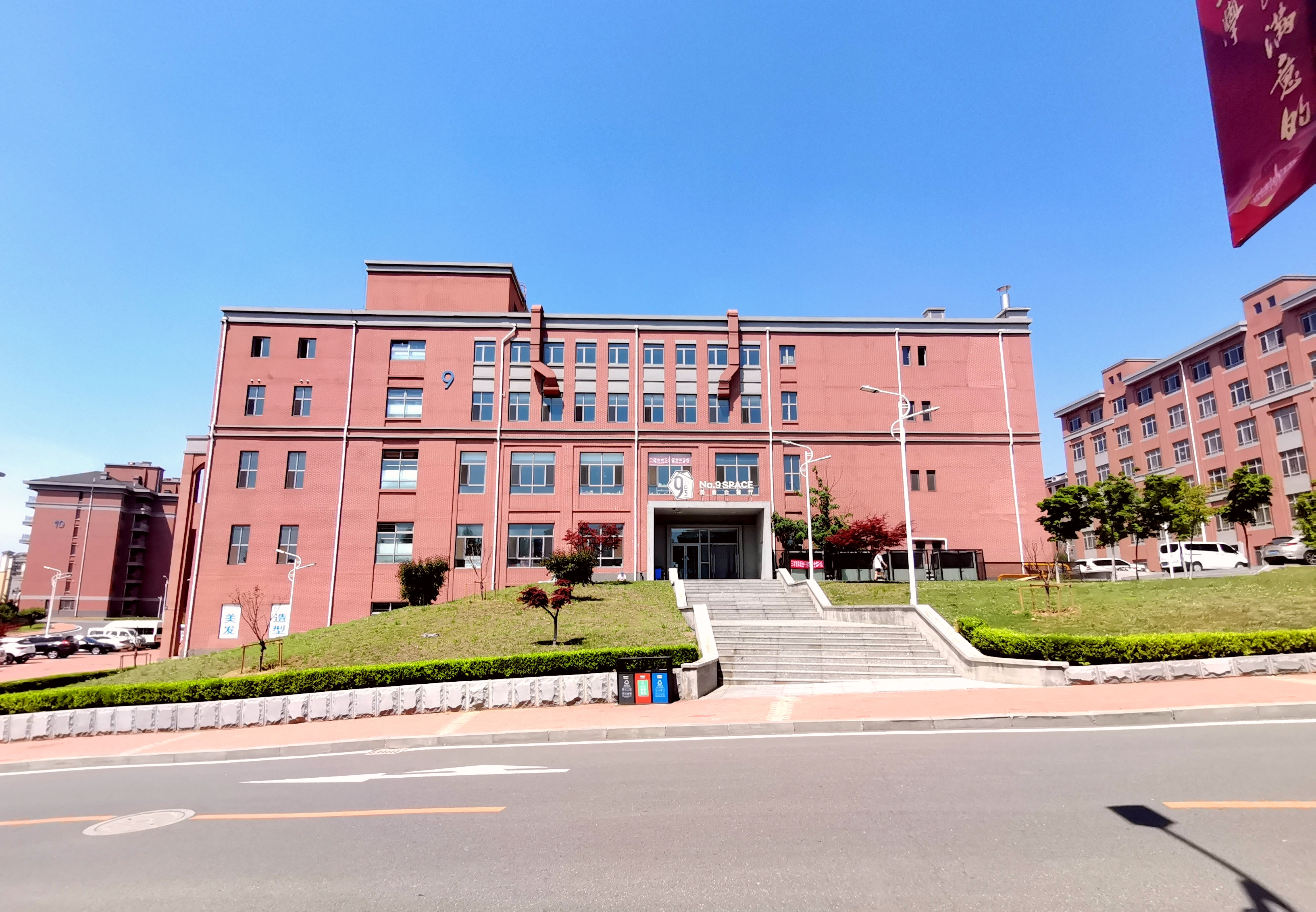
学院二期建筑
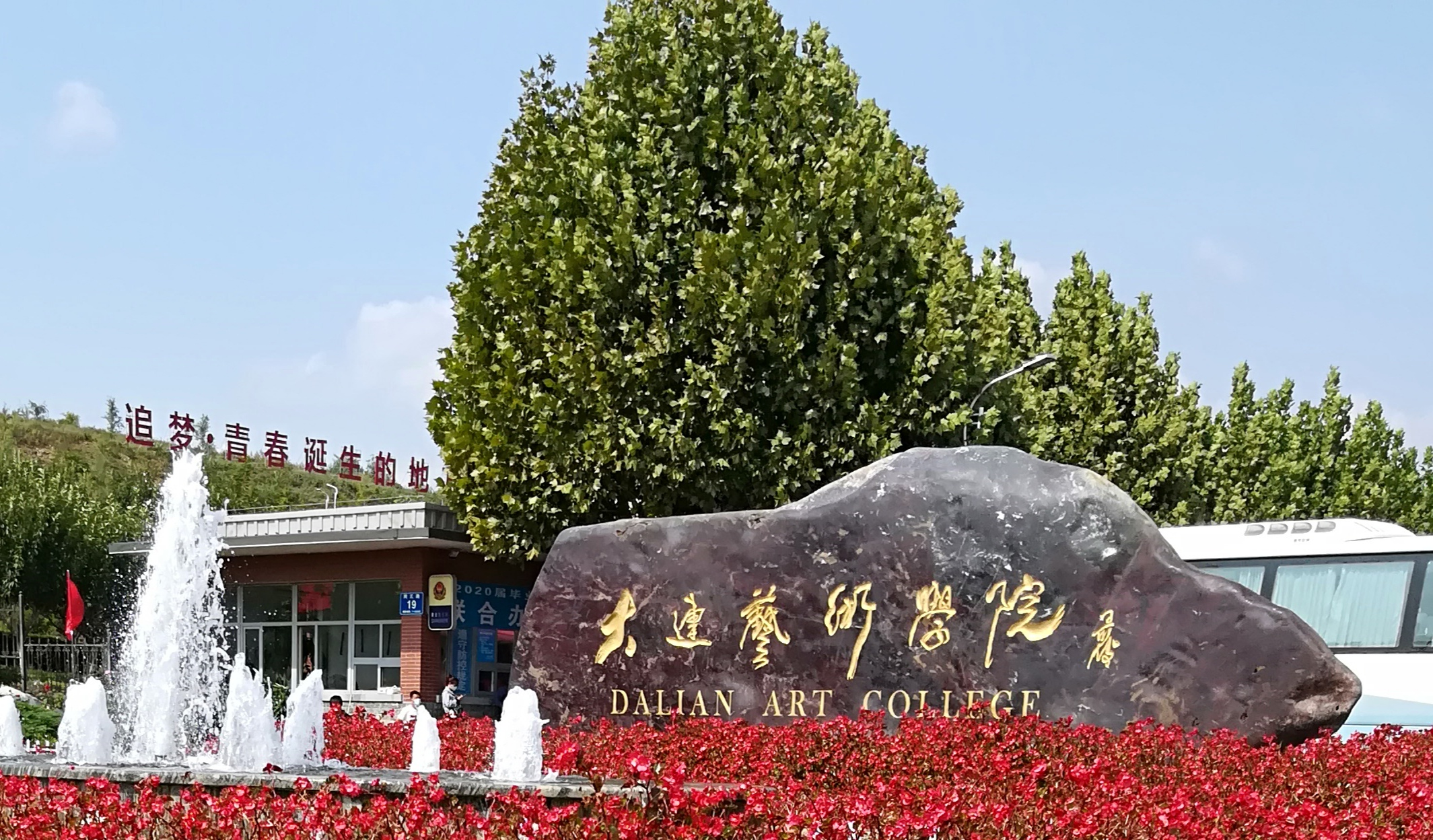
正门石刻
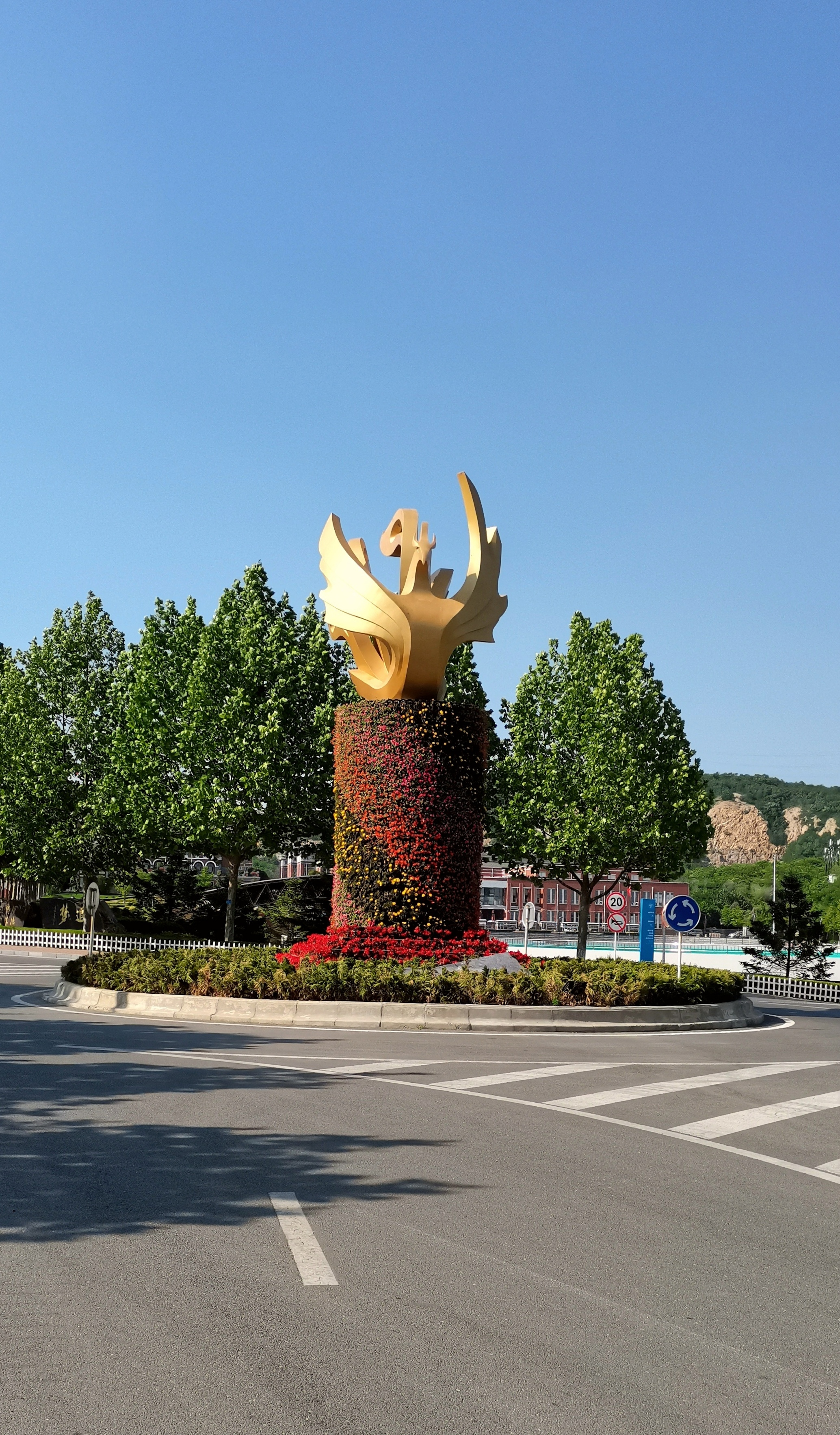
凤凰雕塑
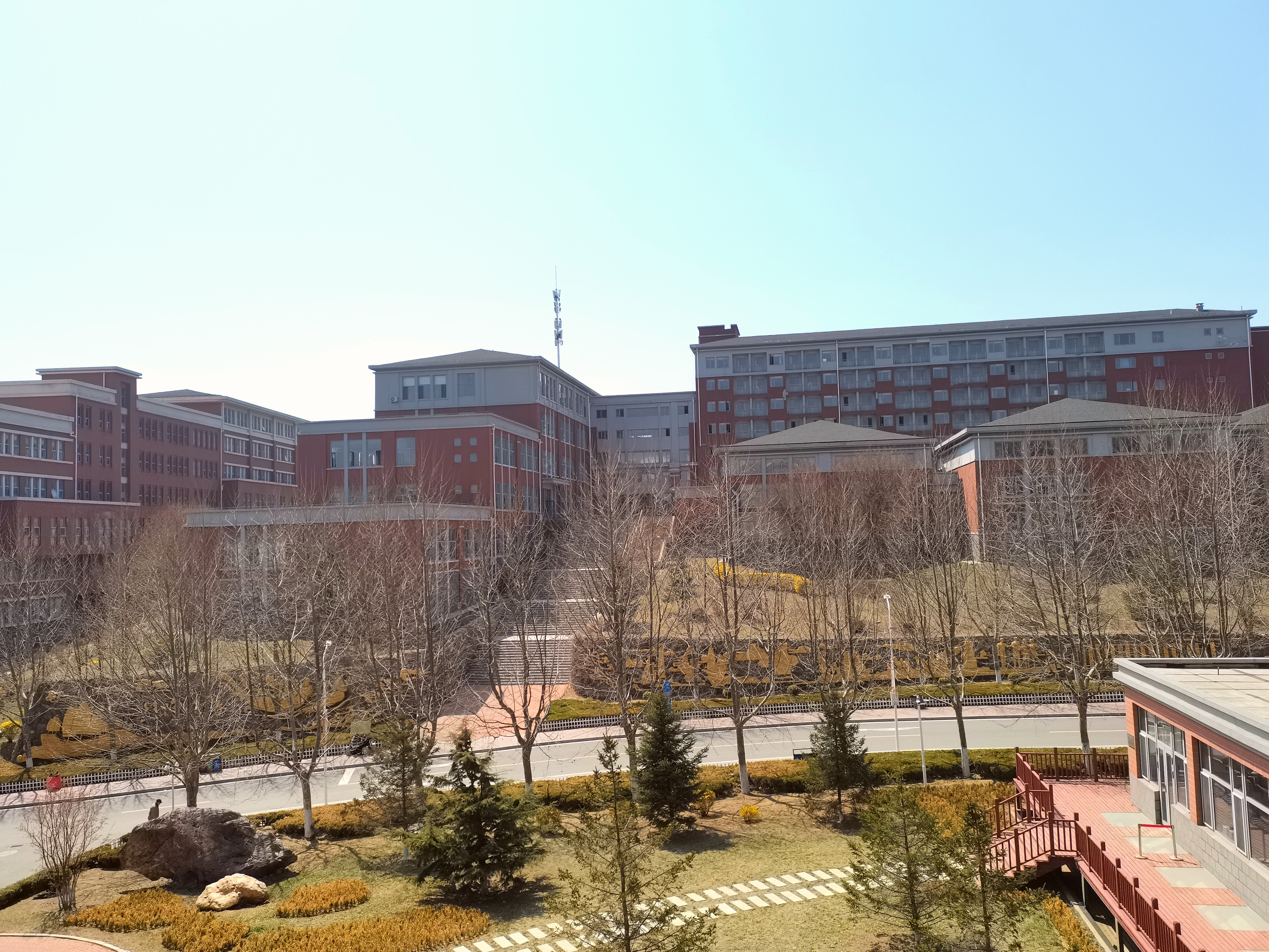
音乐学院